# 歌德谈话录
《歌德谈话录》（德語：Gespräche mit Goethe）是德国作家约翰·彼得·爱克曼作品，记载其与晚年歌德间的谈话、生活和言论。

## 内容
该书共分为三部分，第一部分和第二部分在1836年出版，第三部分在1848年出版。

## 影响
1836年到1848年，该书出版时，遭到了德国社会的冷落和疏远，因为歌德不支持革命，使得社会人士尤其是激进派对其厌恶不已。1848年，德国革命失败之后，该书才越来越受到公众的重视，1871年，德国统一之后，歌德成为了德国的“奥林匹斯神”，随后，学术界宣布该书为研究歌德必读科目，绝大部分专家和读者都认可了爱克曼的这本书，并且认为它里面没有捏造和虚构。